# Astropulse
Astropulse es un proyecto de cómputo distribuido que utiliza el poder computacional sin utilizar en equipos de cómputo, otorgado por voluntarios en todo el mundo. Los objetivos de Astropulse son la búsqueda de agujeros negros, púlsares e inteligencia extraterrestre. Astropulse hace uso de la plataforma BOINC para aprovechar los recursos donados por los voluntarios del proyecto.

## Desarrollo
Por cerca de 6 años, Astropulse existió en fase de "beta testing" cerrada, sin estar disponible a la comunidad en general. En julio de 2008, se integró al proyecto SETI@Home, de forma que la gigantesca red de participantes en la red SETI pudiera contribuir en la búsqueda de otras señales astronómicas útiles para la comunidad científica. Astropulse contribuye también a la búsqueda extraterrestre; en primer lugar, los partidarios del proyecto sostienen que puede identificar un tipo de señal extraterrestre no identificada por el algoritmo original de SETI@Home; segundo, se cree que puede otorgar soporte adicional para el proyecto SETI, proveyendo un segundo resultado a dicho proyecto de búsqueda.
El desarrollo final de Astropulse, fue una tarea de dos partes. El primer paso fue completar el núcleo C++ de Astropulse, el cual pudiera identificar de manera exitosa un pulso. Una vez completado dicho programa, el equipo creó un conjunto de datos de pruebas conteniendo un pulso escondido que fue localizado por el programa de forma exitosa, confirmando así la habilidad del núcleo de Astropulse para identificar pulsos. Desde julio de 2008, el equipo de Astropulse se ha enfocado en mejorar el código de las versiones Beta para después ser introducidas a los participantes de SETI.